# Однодвірці

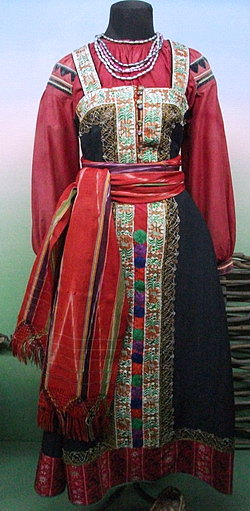
Святковий костюм однодвірки XIX століття, Луганський краєзнавчий музей.

Однодвірці, однодворці — суспільна верства державних селян Московського царства та Російської імперії 17-19 ст., яку складали нащадки стародавніх бояр і дітей боярських, а також хрещених ординців, вихідців з Золотої Орди, верстви якій у суспільстві Речі Посполитій відповідала шляхта чиншева, шляхта застінкова і реєстрове козацтво. Після поразки Листопадового повстання 1830—1831 року до цього стану було записано тих нащадків польської шляхти, які не змогли довести свої права на дворянство.
Спочатку «однодвірцями» називалися лише діти боярські, які жили одним двором (звідси походить їхня назва), а з 1719 — усі служилі люди. О. займали проміжне становище між дворянами та селянами.

## Історія
Однодвірці були створені з нащадків дрібних служивих людей, які у 16-17 ст. селилися на південних кордонах Російської централізованої держави для її захисту від набігів кримських, ногайських та астраханських татар. У зв'язку з переміщенням кордону на південь виявилися всередині країни. До середини 19 ст. налічувалося близько 1,3 млн однодвірців, на поч. 20 ст проживали переважно у Курській, Тамбовській, Тульській, Рязанській, а також інших губерніях.
З 1719 року однодвірці сплачували подушне, а з 1723 року – грошовий оброк.
У ХІХ ст. до категорії однодвірців, згідно закону від 19.10.1831 р., зараховували шляхту, яка не пройшла затвердження дворянських прав. Однодвірці платили щорічний податок і підлягали рекрутській повинності, більшість з них не мала своєї землі.
Після селянської реформи у 1868 року однодвірці зрівняні у правах з сільським станом — їх було зараховано до селянських або міщанських громад, та перестали існувати як окрема категорія.